# Église Saint-Martin de Wezemaal
L'église Saint-Martin (Sint-Martinuskerk en néerlandais) est une église de style  gothique située à Wezemaal, village de la commune belge de Rotselaar, dans la province du Brabant flamand.

## Historique
L'église est classée monument historique depuis le 19 janvier 1944 et figure à l'Inventaire du patrimoine immobilier de la Région flamande sous la référence 42717.

## Architecture

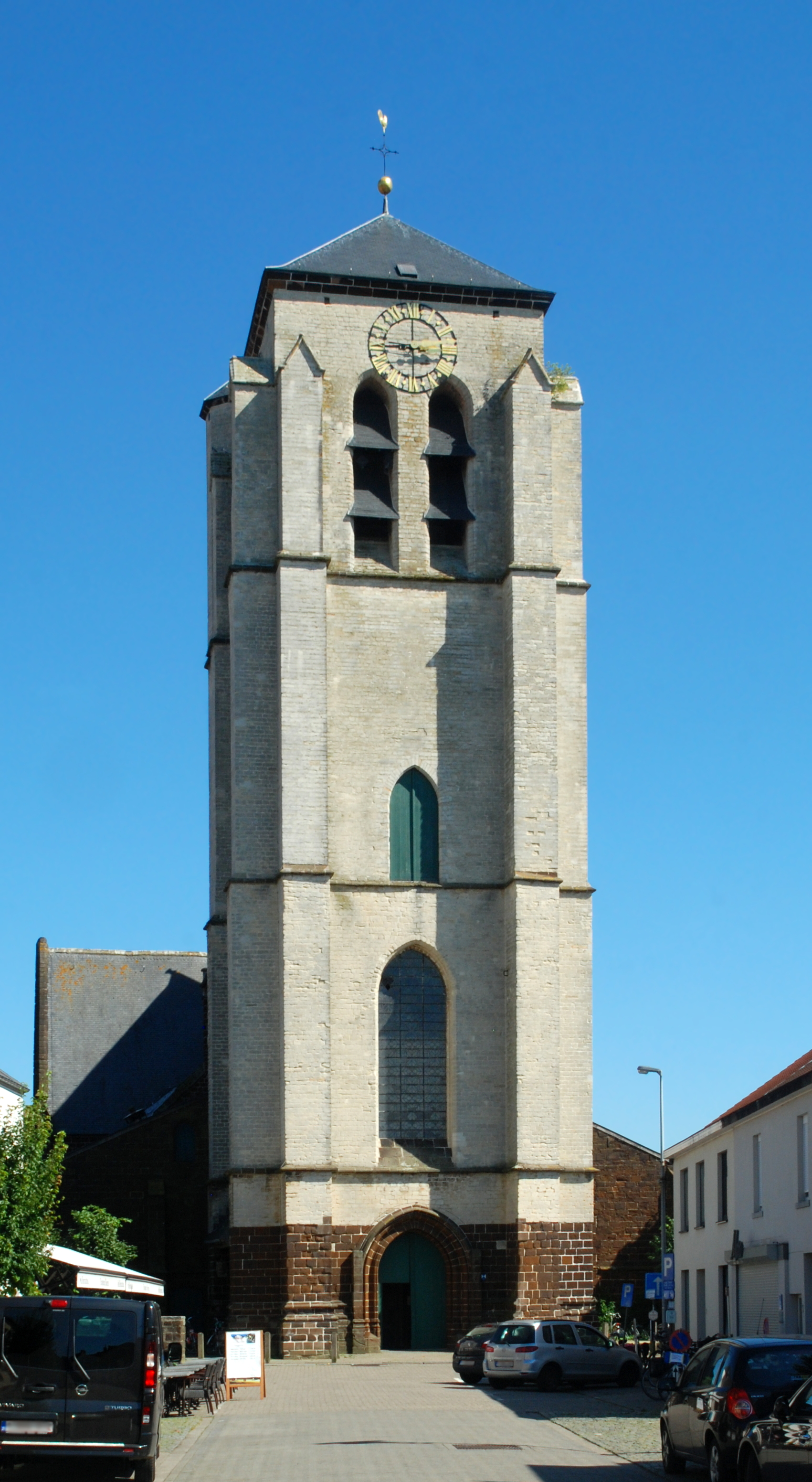
La tour vue de l'ouest.
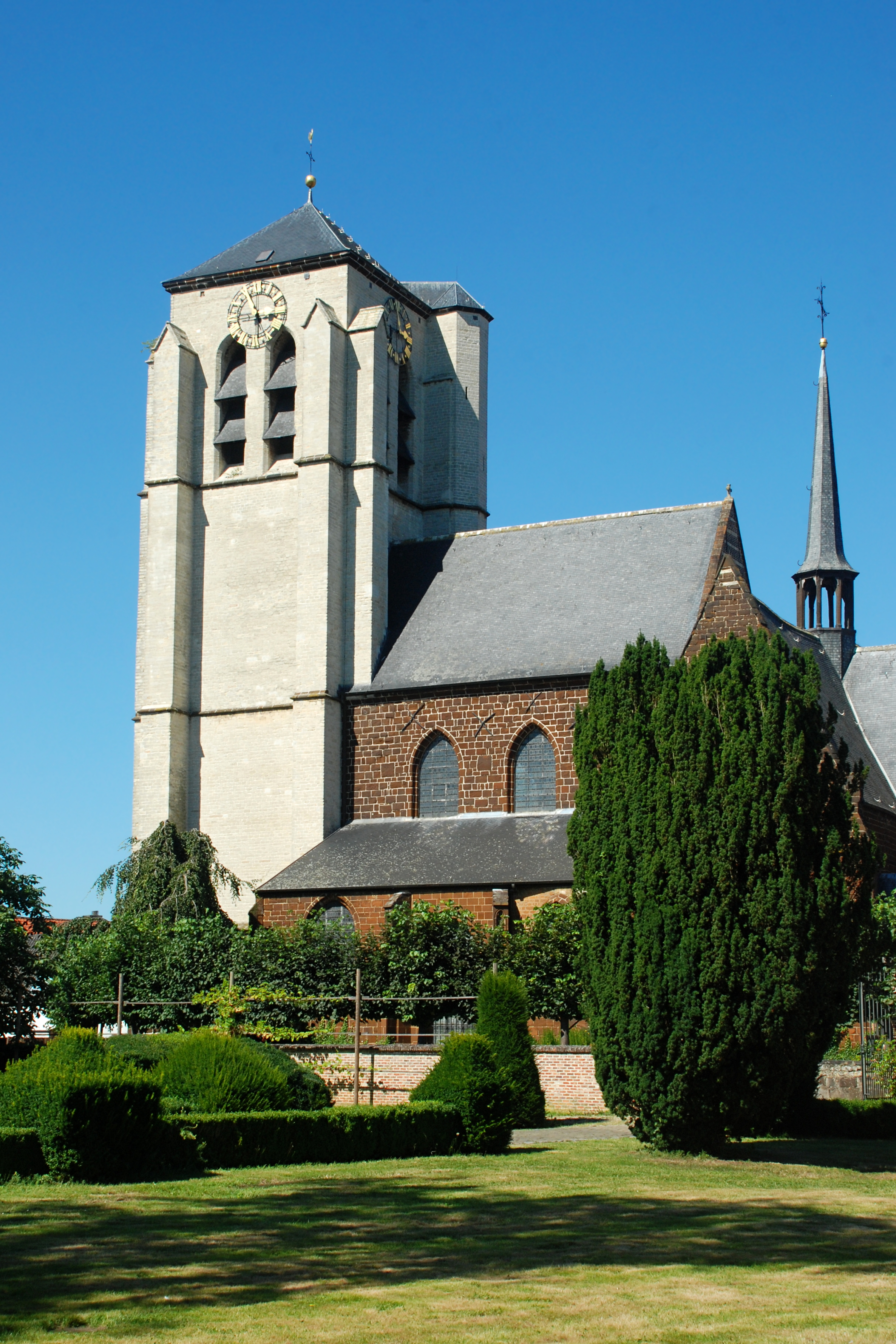
L'église vue du sud.
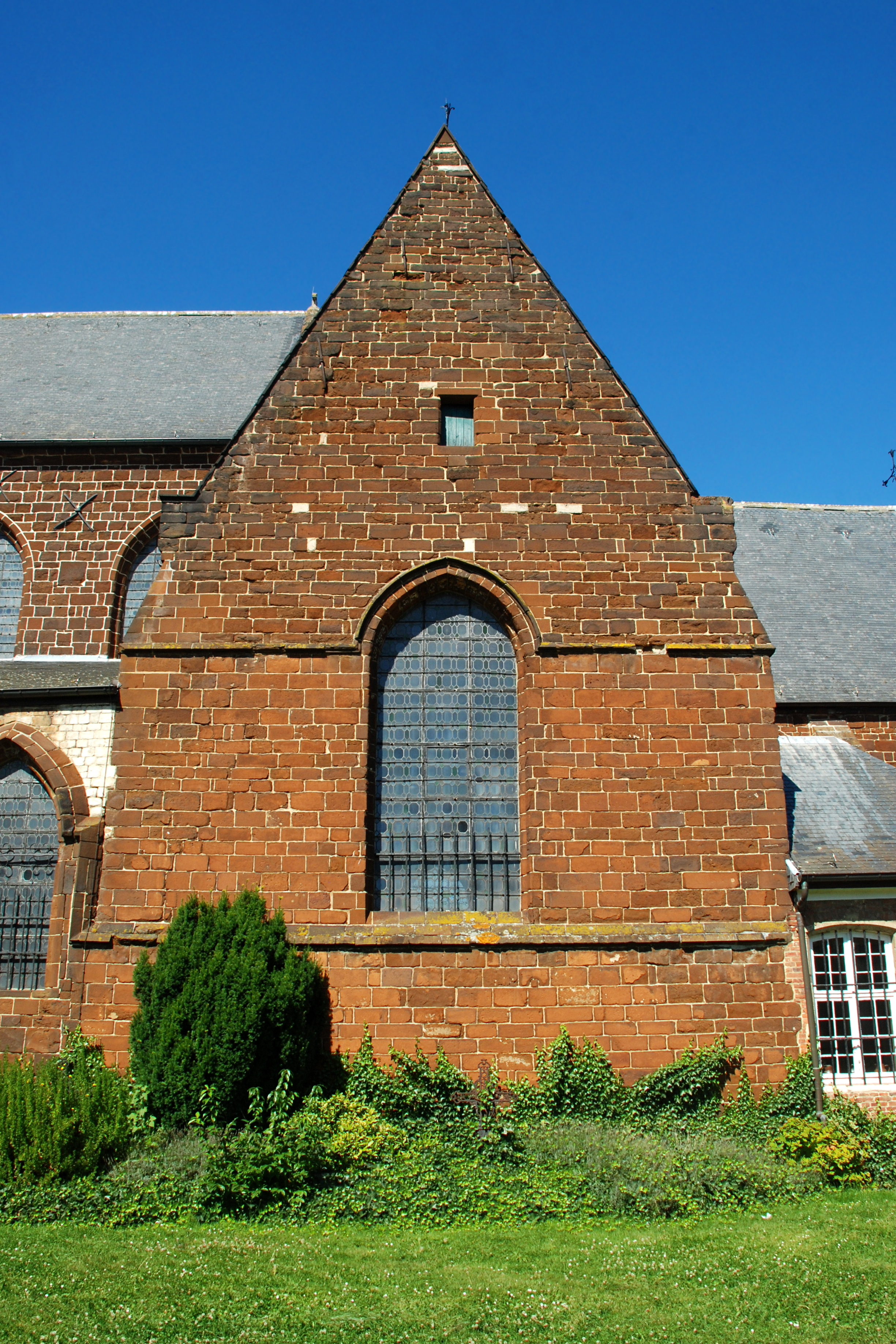
Le transept sud.
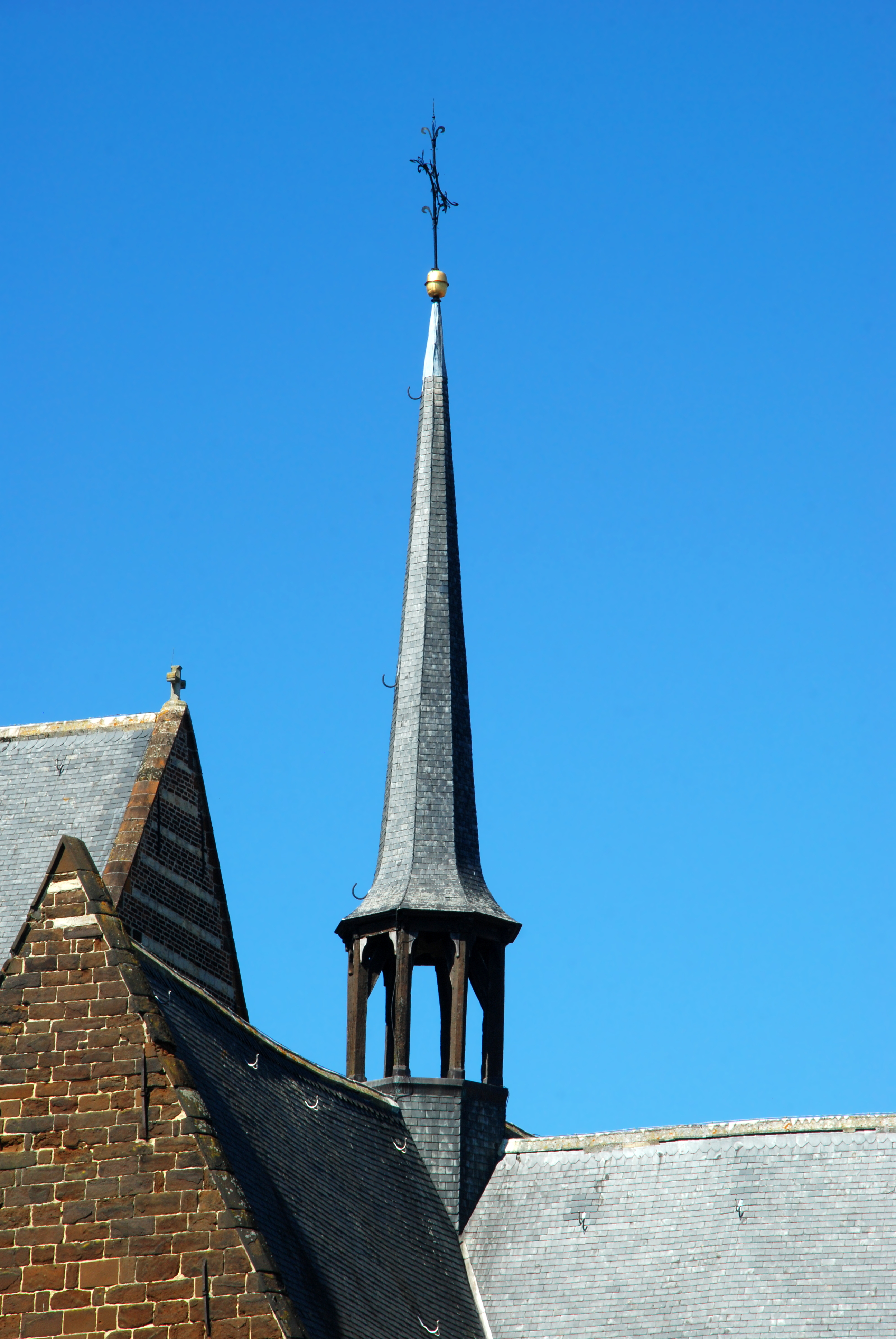
La flèche de la croisée.